# Trichlorure d'antimoine
Le trichlorure d'antimoine est un composé chimique moléculaire de formule brute SbCl3. C'est un solide mou sans couleur qui était connu comme beurre d'antimoine par les alchimistes. Il a une odeur forte, et, au contact de l'eau, il s'hydrolyse formant de l'oxychlorure et dégageant du chlorure d'hydrogène. Ainsi, les échantillons de SbCl3 doivent être protégés de l'humidité :
SbCl3+ H2O → SbOCl + 2 HCl.
SbCl3 forme des complexes avec le chlore par exemple: SbCl52−.

## Structure cristalline

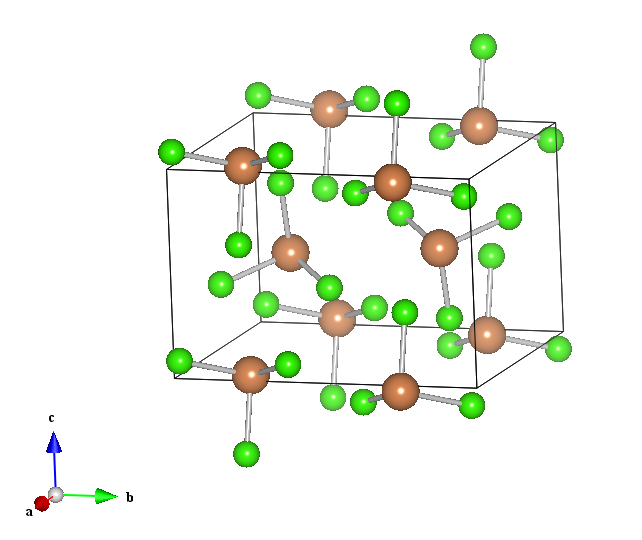
Structure cristalline de SbCl3 mettant en évidence les pyramides SbCl3.
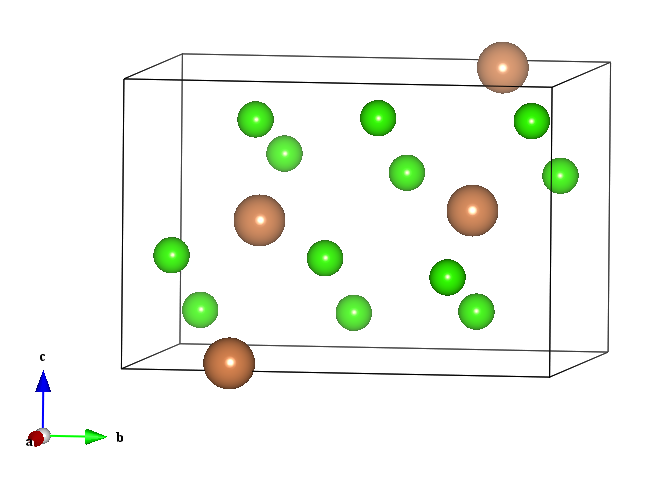
Maille orthorhombique de SbCl3.

Le trichlorure d'antimoine cristallise dans une structure orthorhombique de groupe d'espace Pnma (a = 8,111 Å, b = 9,419 Å et c = 6,313 Å). Les atomes d'antimoine occupent les positions de Wyckoff 4c (x = 0.490, z = 0.475) et les atomes de chlore les positions 4c (x = 0.072 et z = 0.669) et 8d (x = 0.176, y = 0.071 et z = 0.134), formant des pyramides SbCl3 .

## Usages
SbCl3 est un réactif pour la détection de la vitamine A et des autres caroténoïdes dans le test de Carr-Price. Le trichlorure d'antimoine réagit avec les caroténoïdes pour former un complexe bleu qui peut être mesuré par colorimétrie.
Le trichlorure d'antimoine a été utilisé pour simuler l'effet trouble de l'absinthe.
Il est aussi utilisé comme catalyseur pour des réactions de polymérisation, de craquage et de chloration ; comme mordant et dans la production d'autres sels d'antimoine. Ses solutions sont utilisées comme réactif chimique pour le chloral, les aromatiques et la vitamine A.